# The Adventure of the Counterfeit Money
The Adventure of the Counterfeit Money è un cortometraggio muto del 1914 diretto da Charles M. Seay.
Quinto episodio del serial Octavius, the Amateur Detective.

## Produzione
Il film fu prodotto dalla Edison Company.

## Distribuzione
Distribuito dalla General Film Company, il film - un cortometraggio in una bobina - uscì nelle sale cinematografiche statunitensi il 18 maggio 1914.